# Cezar Cui
Cezar Antonowicz Cui, César Cui (ros. Цезарь Антонович Кюи; ur. 6 stycznia?/18 stycznia 1835 w Wilnie, zm. 26 marca 1918 w Piotrogrodzie) – rosyjski kompozytor, krytyk muzyczny i inżynier.

## Życiorys
Był synem francuskiego żołnierza-oficera, który pozostał w Wilnie po wojnie z Rosją w 1812 roku oraz Polki Julii Gucewicz. Już w okresie nauki w gimnazjum wykazywał uzdolnienie muzyczne. Pod wpływem dzieł Fryderyka Chopina skomponował mazurka na fortepian. W Wilnie pobierał lekcje muzyki (między innymi u Stanisława Moniuszki).
W roku 1851 rozpoczął studia w petersburskiej Szkole Inżynieryjnej, po czterech latach przeniósł się do Nikołajewskiej Akademii Inżynieryjnej, gdzie do roku 1857 studiował budowę fortyfikacji. Został nauczycielem akademickim tej uczelni i w roku 1878 profesorem. W późniejszych latach został awansowany do stopnia wojskowego generała.
W Sankt Petersburgu poznał kompozytora Milija Bałakiriewa. Niezależnie od pracy na uczelni wojskowej, zajmował się twórczością muzyczną.
Był jednym z pięciu członków Potężnej Gromadki. Jako krytyk muzyczny najpierw wspierał grupę, lecz później odszedł od niej i w krytykach wyrażał się o niej negatywnie. W ostatnich latach życia utracił wzrok.
Jego dorobek to opery, pieśni, suity orkiestrowe i utwory fortepianowe.

## Odznaczenia
- Komandor Legii Honorowej (1885)[3]
- Order Świętego Stanisława I klasy (1888)[4]
- Order Świętej Anny I klasy (1891)[4]
- Order Świętego Włodzimierza II klasy (1901)[4]
- Cesarski i Królewski Order Orła Białego (1911)[4]
- Order Świętego Aleksandra Newskiego (1916)[4]